# Ибрагимов, Агаали Мусаллим оглы
Ибрагимов Агаали Мусаллим оглы (род. 6 февраля 1946, Баку) — азербайджанский художник, секретарь союза художников Азербайджана, народный художник Азербайджанской Республики (2006), Почетный член Российской академии художеств (2018).

## Жизнь и деятельность
Агаали Ибрагимов родился 6 февраля 1946 года в городе Баку. После окончания средней школы, с 1960 по 1966 годы обучался в Государственном художественном училище имени А.Азимзаде, а с 1969 по 1974 годы в Азербайджанском государственном художественном институте имени М. А. Алиева.
С 1966 года Ибрагимов является участником национальных и международных выставок. Его работы экспонировались в России, Турции, США, Франции, Германии, Италии, Великобритании, Сирии, Болгарии и других странах.
С 1975 года Агаали Ибрагимов является членом Союза художников Азербайджана. Член союза художников СССР.
30 мая 2002 года Указом Президента страны ему было присвоено звание «заслуженный деятель искусств Азербайджанской Республики», а 29 декабря 2006 года ему было присвоено звание «Народный художник Азербайджанской Республики».
27 февраля 2018 года Агаали Ибрахимов стал почётным членом Российской Академии Художеств
Проживает в городе Баку.

## Семья
Жена — художница Надежда Ибрагимова.
Дочь — актриса Наина Ибрагимова. Сын - антиквар Эльнур Ибрагимов.

## Фильмография
- Суд любви (фильм, 1998)
- Заказчик (фильм, 2000)
- Последний дервиш (фильм, 2009)

## Награды
- Заслуженный деятель искусств Азербайджана 29 декабря 2006 г.
- Народный художник Азербайджана 30 мая 2002 г.[5]
- Почётный зарубежный член Российской академии художеств (2018)[6].